# پورتال ۲
پورتال ۲ (به انگلیسی: 2 Portal) یک بازی ویدئویی در سبک معمایی با دید اول شخص است که توسط شرکت ولو ساخته شده و در ۱۹ آوریل ۲۰۱۱ برای مایکروسافت ویندوز، اواس ده، لینوکس، پلی‌استیشن ۳ و ایکس باکس ۳۶۰ منتشر شد. این بازی ادامه بازی درگاه می‌باشد. عدم حضور پلی‌استیشن ۳ به‌عنوان پلت‌فرم‌های مقصد پورتال ۲ در حالی است که شمارهٔ اول این بازی در قالب بستهٔ جعبه نارنجی برای این کنسول نیز منتشر شده بود.

## بازتاب ها
| گردآورنده  | امتیاز                                 |
| ---------- | -------------------------------------- |
| گیم‌رنکینگز | (PC) 95.16% (X360) 94.00% (PS3) 93.95% |
| متاکریتیک  | 95/100                                 |

| ناشر                     | امتیاز        |
| ------------------------ | ------------- |
| وان‌آپ.کام                | A+            |
| اج                       | 9/10          |
| یوروگیمر                 | 10/10         |
| فامیتسو                  | 37 (10/9/9/9) |
| جی۴                      | 5/5           |
| گیم اینفورمر             | 9.5/10        |
| گیم‌اسپات                 | 9.0/10        |
| آی‌جی‌ان                   | 9.5/10        |
| پی‌سی گیمر (ایالات متحده) | 94/100        |